# Лорд-канцлер Ирландии

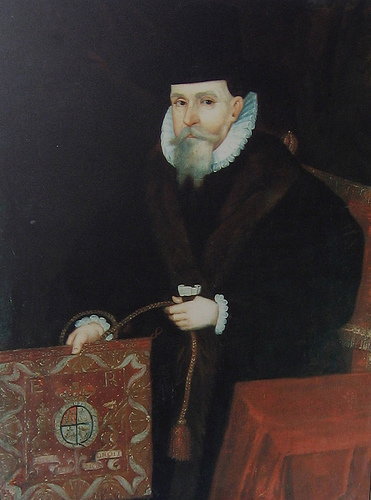
Архиепископ Адам Лофтус, лорд-канцлер Ирландии в 1573—1576 гг.

Лорд верховный канцлер Ирландии (англ. Lord High Chancellor of Ireland, обычно упоминаемый как «Лорд-канцлер Ирландии», англ. Lord Chancellor of Ireland) — высшая судебная должность в Ирландии c XII века до создания Ирландского Свободного государства в 1922 году.
Время создания поста лорда-канцлера Ирландии точно не установлено. Не представляется возможным установить, были ли должности лорда-канцлера Англии и лорда-канцлера Ирландии объединены или существовали отдельно до вступления на английский трон Генриха III (1216 год). Имеется ссылка, датированная 1232 годом, о лорде-канцлере Ирландии как самостоятельной должности. По-видимому, лорды-канцлеры Ирландии более раннего периода, начиная со Стивена Риделла (1186 год), были лордами-канцлерами Англии, действовавшими в Ирландии через своего представителя. Окончательное решение о разделении должностей лорд-канцлеров Англии и Ирландии было принято около 1244 года.
С 1721 по 1801 годы лорд-канцлер Ирландии также занимал должность спикера ирландской палаты лордов. Этот пост был полным аналогом поста лорда-канцлера Великобритании.
Должность была упразднена в декабре 1922 года.